# Panty & Stocking with Garterbelt

A bandeira de Daten City, mostrada no anime, é uma referência às bandeiras dos Estados Unidos e do Japão.

Panty & Stocking with Garterbelt (パンティ＆ストッキングwithガーターベルト, Panti ando Sutokkingu wizu Gātāberuto) literalmente em português: Calcinha & Meião com Cinta-liga é uma série de anime produzida pelo estúdio GAINAX.

## História
As irmãs Anarchy, Panty e Stocking, são anjos que foram expulsos do Céu, devido ao seu mau comportamento. Elas são enviadas para Daten City (um trocadilho com a palavra japonesa datenshi (堕天使, lit. "Anjo Caído")), um lugar localizado entre o céu e o inferno, onde estranhos monstros denominados "Fantasmas" assediam a cidade, mas as irmãs Anarchy contém uma variedade de poderes estranhos, como suas habilidades de transformar suas roupas em armas, sendo a Panty poder transformar a sua calcinha em pistolas e Stocking poder transformar as suas meias em espadas.
Sob o olhar vigilante do Reverendo Garterbelt, e com seu animal de estimação "zipper-cão" Chuck, cabe a Panty e Stocking destruir esses fantasmas, a fim de receberem Moedas do Céu suficientes para regressarem ao Paraíso.

## Personagens

### Protagonistas
Panty (パンティ, Panti)
Dublada por: Arisa Ogasawara
Panty é um anjo loiro de pele clara, cujos únicos interesses são procurar homens para ter relações sexuais e aproveitar a popularidade de ser uma irmã Anarchy. Ela não leva seus deveres de caçadora de fantasmas tão a sério quanto sua irmã, Stocking, preferindo cumprir seu objetivo pessoal de fazer sexo com 1.000 homens na Terra antes de voltar ao céu. Ela tem a habilidade de transformar sua calcinha em uma pistola chamada Backlace (バックレース, Bakkurēsu). Em algumas ocasiões ela empunha uma segunda Backlace usando a calcinha de Stocking, dobrando seu poder de fogo e permitindo que ela os combine em armas de fogo mais avançadas e potentes, como uma submetralhadora ou um fuzil de precisão. Ela também pode transformar em arma calcinhas masculinas, embora o tamanho e a utilidade da arma dependam do tamanho do pênis do usuário original.
Stocking (ストッキング, Sutokkingu)
Dublada por: Mariya Ise
Stocking é um anjo gótico de cabelo rosa e violeta com pele pálida com um comportamento frio e sardônico e que tem um grande apetite por alimentos doces. Embora ela não tenha o mesmo nível de interesse por sexo que sua irmã, ela mostra desejos e interesses sexuais e geralmente está mais interessada em atividades masoquistas, como bondage e eletrocussão. Suas meias se transformam em um par de katanas chamadas Stripe I (ストライプI, Sutoraipu Wan) e Stripe II (ストライプII, Sutoraipu Tsū). Ela é dona de um gato de pelúcia chamado Honekoneko (ホネコネコ, lit. "Bone Kitten"), que muda suas expressões faciais de acordo com o humor de Stocking.
Garterbelt (ガーターベルト, Gātāberuto)
Dublado por: Kōji Ishii
O reverendo de Daten City, ele é o guardião das irmãs Anarchy. Garterbelt é um homem negro grande com um enorme cabelo afro. Ele retransmite as missões do Céu para Panty e Stocking, pratica bondage e mostra interesse por jovens do sexo masculino, particularmente Brief, e usa um pseudônimo mascarado chamado "Master G" para se disfarçar enquanto realiza esses hobbies. Ele é amaldiçoado com a imortalidade e proibido de morrer até que cumpra sua tarefa.
Chuck (チャック, Chakku)
Dublado por: Takashi Nakamura
O ajudante de Panty e Stocking, uma criatura verde parecida com um cachorro, que na verdade é um Bull Ghost contido, com zíperes em seu corpo. Chuck está sujeito a ferimentos mortais. Ele só pode ser imobilizado abrindo os zíperes em sua cabeça e liberando seu cérebro, que é um demônio masculino de 2 polegadas de altura que está romanticamente envolvido com o cérebro de Fastener. Ele é usado pelo Céu como uma espécie de caixa de correio, sendo atingido por um raio e cuspindo um pedaço de papel contendo uma pista do paradeiro de um fantasma.
Brief (ブリーフ, Burīfu)
Dublado por: Hiroyuki Yoshino
Um caçador de fantasmas autoproclamado, com interesse em ficção científica e sobrenatural, pelo qual é apelidado de "Geekboy" por Panty e Stocking. Brief tenta agir como a voz da razão para as irmãs Anarchy, mas em vez disso se torna alvo de muitas piadas na série e ele tem atração por Panty. Sua verdadeira identidade é Briefers Rock (ブリーファス・ロック, Burīfasu Rokku), o belo filho do chefe da Rock Foundation, uma grande corporação na cidade de Daten. Ele é o parente de sangue de Hell's Monkey, cujo pênis se torna a chave para os portões do Inferno.

## Mídia

### Anime
A série foi animada pelo estúdio GAINAX e dirigida por Hiroyuki Imaishi. A série de anime foi feita de um estilo distinto, baseado nos desenhos animados norte-americanos, com as técnicas de Yoshinori Kanada associadas à obra de Hiroyuki Imaishi. A série apresenta muitos temas sexuais em cada episódio. O tema do anime foi considerado "vulgar, com piadas indecentes", com Imaishi dizendo, "Se vamos fazer isto, então tentaremos a fundo." 
A série foi exibida nacionalmente no Japão, entre 1 de outubro de 2010 e 24 de dezembro de 2010 na BS Nittele, um serviço free-to-air de satélite da Nippon TV. A série também foi exibida no AT-X, e disponibilizada no Nico Nico Channel (um serviço do Niconico). Na televisão terrestre, a série foi distribuída em oito mercados, incluindo alguns canais da Japanese Association of Independent Television Stations (JAITS), como a Tokyo MX, e a TVQ, uma afiliada da TXN, em Kyushu. A série foi exibida mundialmente através da plataforma de distribuição digital, Crunchyroll.
A série foi lançada em DVD e disco blu-ray, em seis volumes, durante seis meses, com o primeiro volume de DVD/BD lançado em 24 de dezembro de 2010. O quinto volume foi lançado em 28 de abril de 2011, que incluiu um episódio exclusivo (OVA) que compilou oito histórias curtas, algumas das quais são sequelas/conclusões dos episódios anteriores.
Em 14 de abril de 2011, a distribuidora norte-americana Funimation Entertainment adquiriu a série de anime, lançando-a em DVD, em 10 de julho de 2012. O Blu-ray foi lançado em 15 de janeiro de 2013. A dobragem em inglês foi dirigida por Colleen Clinkenbeard, com John Burgmeier como o escritor principal e Jamie Marchi, Leah Clark e Jared Hedges como os escritores de cada episódio. Os dois primeiros episódios foram transmitidos através de fluxo de média, em 22 de maio de 2012.
A Manga Entertainment lançou a série no Reino Unido em 30 de julho 2012, no entanto algumas falhas foram descobertas em alguns episódios. A versão corrigida foi lançada em 10 de setembro de 2012.
Uma sequência foi anunciada pelo Studio Trigger em 2022 no Anime Expo do mesmo ano, o projeto ainda não conta com um nome oficial.
Especial
A obra recebeu um especial no ano seguinte, chamado de Panty & Stocking in Sanitarybox, com 1 episódio

### Mangá
O mangá da série escrito por Tagro, começou a ser publicado na revista Young Ace da editora Kadokawa Shoten, em 4 de agosto de 2010. Em maio de 2015, o primeiro volume do mangá foi lançado nos Estados Unidos.
A série também conta com um mangá desenhado por Hiroyuki Imaishi, conhecido como Panty & Stocking with Garterbelt in Manga Strip, esse pequeno mangá conta com cenas de conteúdo sexual explícito a cada capítulo, além de uma cena de incesto entre as irmãs Panty e Stocking

### Música
A banda sonora da série foi composta por TCY Force e produzida por Taku Takahashi (do grupo M-Flo). O tema de abertura intitulado Theme for Panty & Stocking, foi preformado por Hoshina Anniversary. O tema de encerramento intitulado Fallen Angel, foi preformado por Mitsunori Ikeda, com participação de Aimee B. A banda sonora original foi lançada em 29 de dezembro de 2010.
Músicas do álbum
| N.º | Título                         | Duração |  |
| 1.  | "Theme for Panty & Stocking"   | 0:32    |  |
| 2.  | "Immoral Church"               | 0:27    |  |
| 3.  | "Fly Away"                     | 4:23    |  |
| 4.  | "Daten City"                   | 0:49    |  |
| 5.  | "Beverly Hills Cock"           | 1:25    |  |
| 6.  | "Pantscada"                    | 1:59    |  |
| 7.  | "Dancefloor Orgy"              | 3:33    |  |
| 8.  | "D City Rock"                  | 4:32    |  |
| 9.  | "Juice"                        | 1:03    |  |
| 10. | "EPTM (Booty Bronx Remix"      | 4:16    |  |
| 11. | "Cherryboy Riot"               | 4:33    |  |
| 12. | "Technodildo"                  | 4:30    |  |
| 13. | "CHOCOLAT"                     | 4:06    |  |
| 14. | "Theme for Scanty & Kneesocks" | 4:13    |  |
| 15. | "Schranz Chase"                | 5:23    |  |
| 16. | "Tenga Step"                   | 2:52    |  |
| 17. | "See-Through"                  | 4:47    |  |
| 18. | "Corset Theme"                 | 4:34    |  |
| 19. | "Champion"                     | 4:51    |  |
| 20. | "Fallen Angel"                 | 4:24    |  |

## Recepção
Em 2011, Panty & Stocking with Garterbelt fez parte das seleções do júri da 15° edição do Japan Media Arts Festival na categoria Animação. Em 2019, o site Polygon nomeou Panty & Stocking with Garterbelt como um dos melhores animes da década de 2010, afirmando que "oferecia um humor atrevido e estúpido com um ótimo estilo de animação", e a Crunchyroll o listou em seu "Top 100 melhores animes dos anos 2010". A IGN também listou Panty & Stocking with Garterbelt entre as melhores séries de anime da década de 2010, descrevendo-o como "um passeio irreverente e divertido com dezenas de tributos a desenhos animados de faroeste e uma trilha sonora estrondosa".